# Pioussay
Pioussay är en kommun i departementet Deux-Sèvres i regionen Nouvelle-Aquitaine i västra Frankrike. Kommunen ligger i kantonen Chef-Boutonne som tillhör arrondissementet Niort. År 2015 hade Pioussay 301 invånare.

## Befolkningsutveckling
Antalet invånare i kommunen Pioussay
| Referens: INSEE |